# 古西·霍爾
奧古斯特·瑪麗·克里斯汀·霍爾（Auguste Marie Christine Holl，1888年2月22日—1966年7月16日）是一位德國演員和歌手。霍爾在魏瑪共和國初期曾短暫擔任無聲電影明星，曾出演F·W·茂瑙的《慾望》（1921年）等電影。截至2021年，她的電影僅存一部流傳至今。

## 生平
奧古斯特·瑪麗·克里斯汀·霍爾最後一次出現在銀幕上是電影《慾望》（1921年）。
霍爾結過兩次婚；她的第一次婚姻是與演員康拉德·维德 。1918年6月10日，他們舉行了盛大的婚禮。他們於1919年分居，但多次試圖和解，兩人於1922年離婚。
1923年7月28日，霍爾與埃米爾·傑寧斯結婚，並一直陪伴他直到1950年詹寧斯去世。兩次婚姻都沒有生育孩子，不過霍爾是詹寧斯女兒露絲-瑪麗亞的繼母。霍爾有一個女兒，名叫「Boubie」；據稱父親是德意志皇帝威廉二世的近親。